# Чемпионат Европы по лёгкой атлетике 2018 — бег на 5000 метров (женщины)
Соревнования по бегу на 5000 метров у женщин на чемпионате Европы по лёгкой атлетике 2018 года прошли 12 августа в Берлине на Олимпийском стадионе.
Действующей чемпионкой Европы в беге на 5000 метров являлась Ясемин Джан из Турции.

## Медалисты

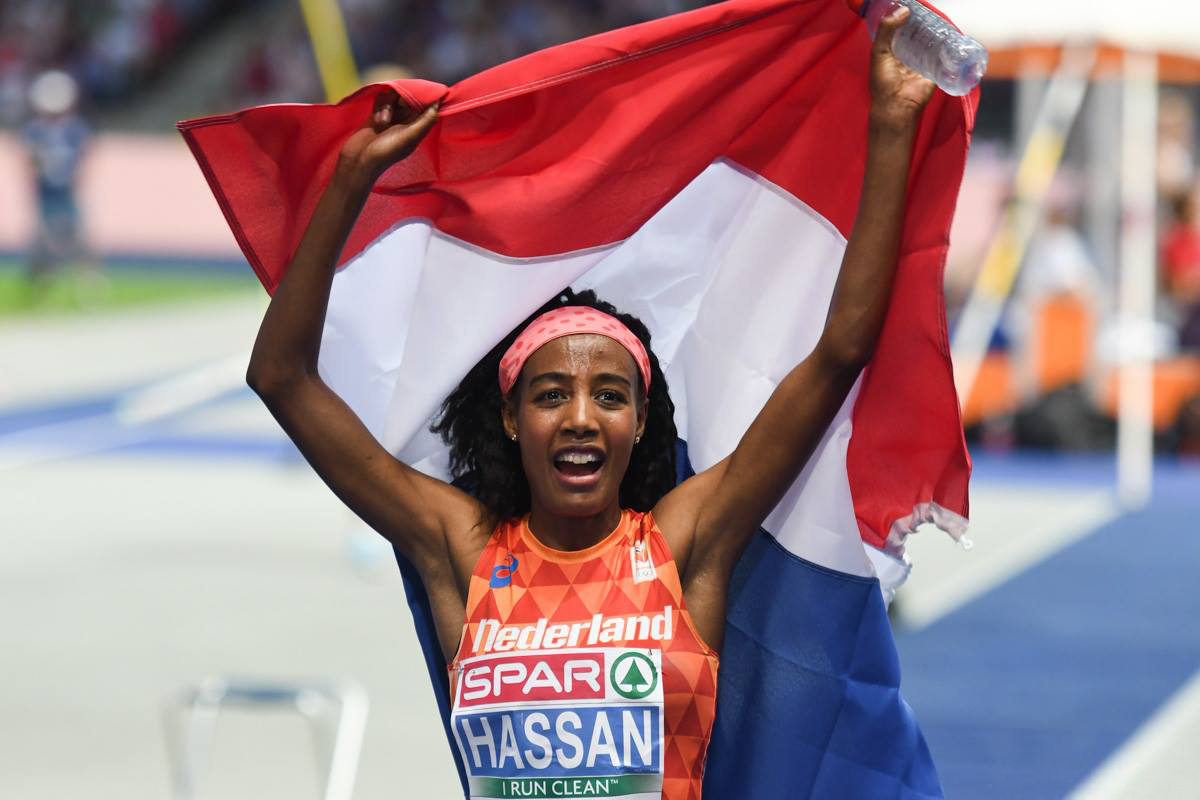
Чемпионка Европы Сифан Хассан

| Золото                  | Серебро                        | Бронза             |
| Сифан Хассан Нидерланды | Эйлиш Макколган Великобритания | Ясемин Джан Турция |

## Рекорды
До начала соревнований действующими были следующие рекорды.
| Мировой рекорд                   | Тирунеш Дибаба Эфиопия    | 14.11,15 | Осло, Норвегия     | 6 июня 2008    |
| Рекорд Европы                    | Сифан Хассан Нидерланды   | 14.22,34 | Рабат, Марокко     | 13 июля 2018   |
| Рекорд чемпионатов Европы        | Эльван Абейлегессе Турция | 14.54,44 | Барселона, Испания | 1 августа 2010 |
| Лучший результат сезона в мире   | Хеллен Обири Кения        | 14.21,75 | Рабат, Марокко     | 13 июля 2018   |
| Лучший результат сезона в Европе | Сифан Хассан Нидерланды   | 14.22,34 | Рабат, Марокко     | 13 июля 2018   |

## Расписание
| Дата            | Время | Раунд соревнований |
| --------------- | ----- | ------------------ |
| 12 августа 2018 | 20:15 | Финал              |

Время местное (UTC+2:00)

## Результаты

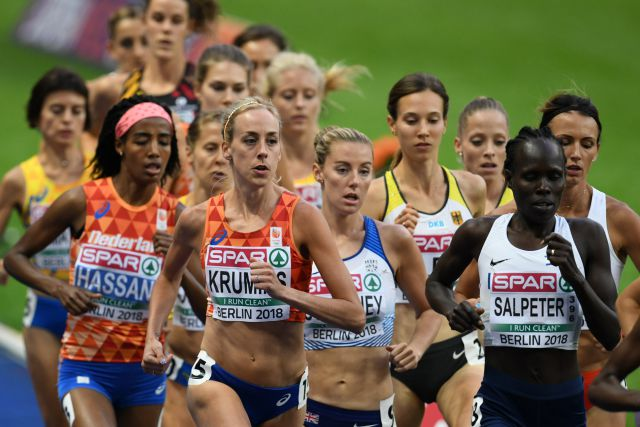
Финал

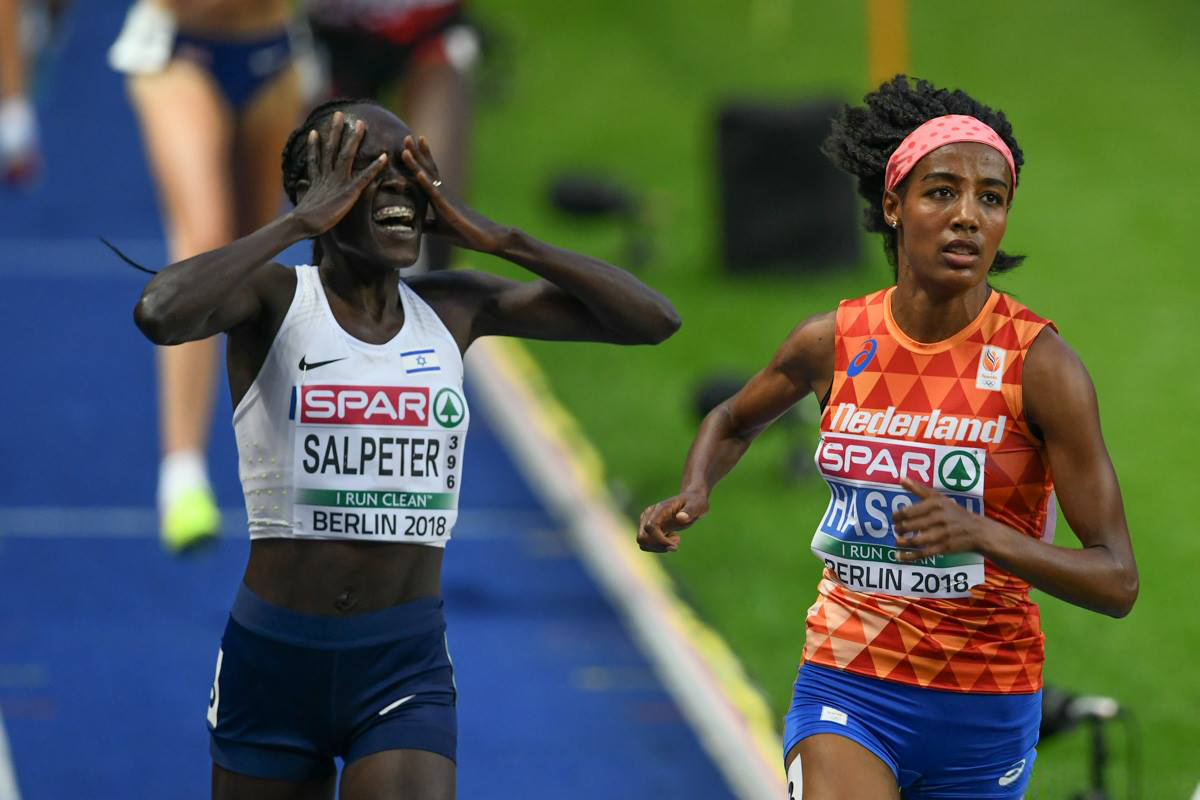
Ошибка в подсчёте кругов стоила Лоне Чемтаи (слева) призового места

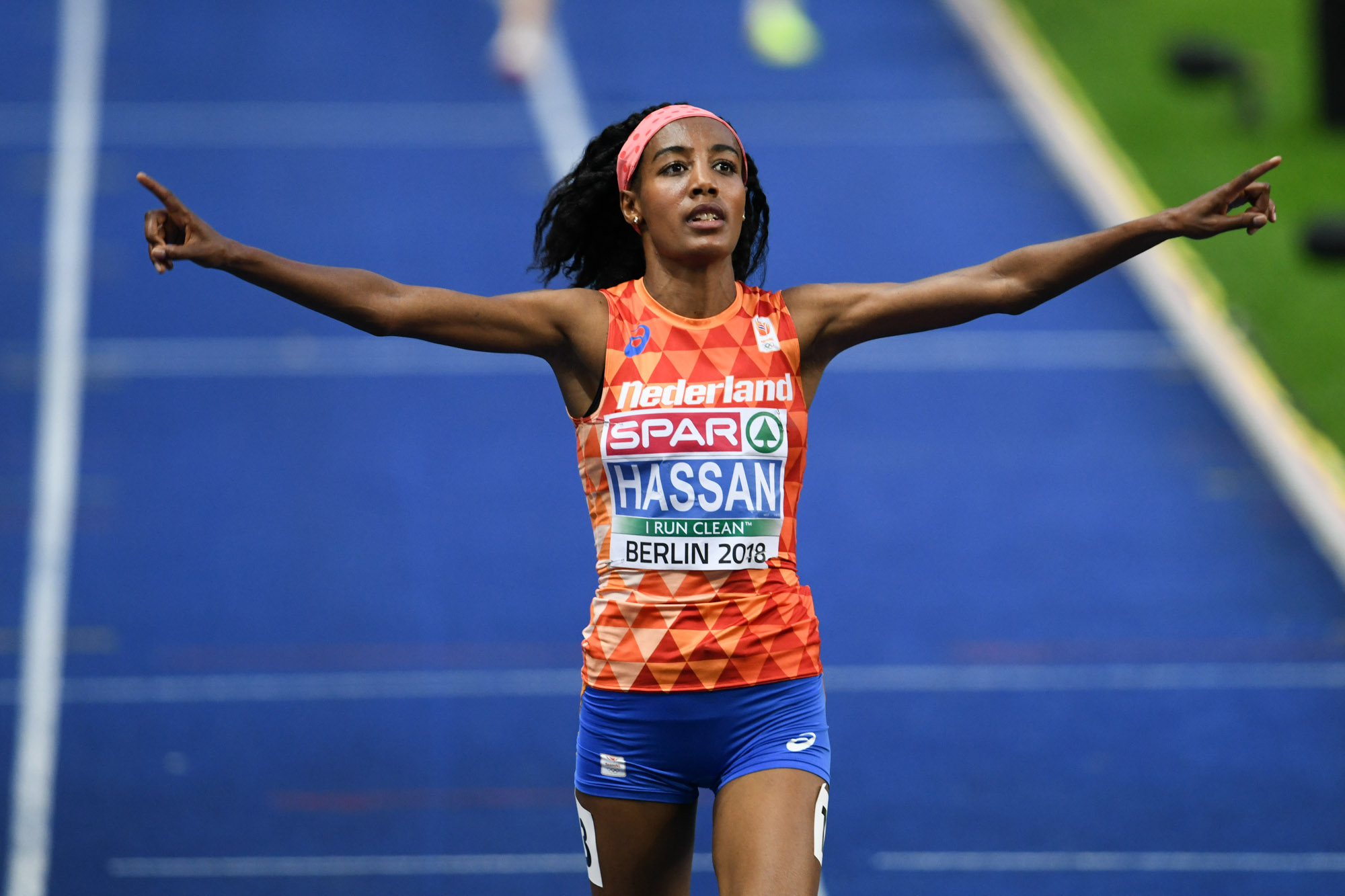
Победный финиш Сифан Хассан

Обозначения: WR — Мировой рекорд | ER — Рекорд Европы | CR — Рекорд чемпионатов Европы | NR — Национальный рекорд | NU23R — Национальный рекорд среди молодёжи | WL — Лучший результат сезона в мире | EL — Лучший результат сезона в Европе | PB — Личный рекорд | SB — Лучший результат в сезоне | DNS — Не стартовала | DNF — Не финишировала | DQ — Дисквалифицирована

Финал в беге на 5000 метров у женщин состоялся 12 августа 2018 года. На старт вышли 19 бегуний. В лидирующей группе находились четыре участницы, в том числе главный фаворит забега Сифан Хассан из Нидерландов, установившая месяцем ранее рекорд Европы. За два круга до финиша она вышла вперёд, вслед за ней расположилась Лона Чемтаи, которая уже выиграла на этом чемпионате бег на 10 000 метров. Однако израильтянка кенийского происхождения преодолела с Хассан только половину оставшейся дистанции: за круг до финиша она остановилась, посчитав, что забег завершён. Осознав ошибку, она вернулась на дорожку, но сохранить призовое место не смогла; Чемтаи финишировала четвёртой, а затем и вовсе была дисквалифицирована за нарушение правил.
Тем временем Сифан Хассан, оставшись в одиночестве, завершила дистанцию мощным ускорением и одержала безоговорочную победу с новым рекордом соревнований — 14.46,12. Серебряную медаль завоевала Эйлиш Макколган из Великобритании, чемпионка 2016 года Ясемин Джан получила бронзу. Преимущество Хассан над вторым местом (6,93 секунды) стало самым большим в истории турнира. При этом время Макколган, 14.53,05, оказалось самым быстрым среди всех серебряных призёров континентального первенства.
| Место | Спортсмен                | Гражданство    | Результат | Примечания |
| ----- | ------------------------ | -------------- | --------- | ---------- |
| 1     | Сифан Хассан             | Нидерланды     | 14:46.12  | NR         |
| 2     | Эйлиш Макколган          | Великобритания | 14:53.05  |            |
| 3     | Ясемин Джан              | Турция         | 14:57.63  | SB         |
| 4     | Констанце Клостерхальфен | Германия       | 15:03.73  | SB         |
| 5     | Мелисса Кортни           | Великобритания | 15:04.75  | PB         |
| 6     | Сюзан Круминс            | Нидерланды     | 15:09.65  | SB         |
| 7     | Анкуца Бобочел           | Румыния        | 15:16.13  | PB         |
| 8     | Маурен Костер            | Нидерланды     | 15:21.64  |            |
| 9     | Шарлотта Фугберг         | Швеция         | 15:24.36  |            |
| 10    | Стефани Твелл            | Великобритания | 15:41.10  |            |
| 11    | Катажина Рутковская      | Польша         | 15:41.52  |            |
| 12    | Паулина Качиньская       | Польша         | 15:49.21  |            |
| 13    | Луиза Картон             | Бельгия        | 15:53.27  |            |
| 14    | Дениз Кребс              | Германия       | 16:07.98  |            |
| 15    | Юлия Шматенко            | Украина        | 16:41.37  |            |
| 16 !  | Линн Нильссон            | Швеция         | DNF       |            |
| 16 !  | Ханна Кляйн              | Германия       | DNF       |            |
| 18 !  | Нада Пауер               | Австрия        | DQ        |            |
| 18 !  | Лона Чемтаи              | Израиль        | DQ        |            |